# 1817 au Nouveau-Brunswick
Chronologie du Nouveau-Brunswick
- 1813
- 1814
- 1815
- 1816
- 1817
- 1818
- 1819
- 1820
- 1821

Cette page concerne les événements survenus en 1817 dans la colonie du Nouveau-Brunswick.

## Événements

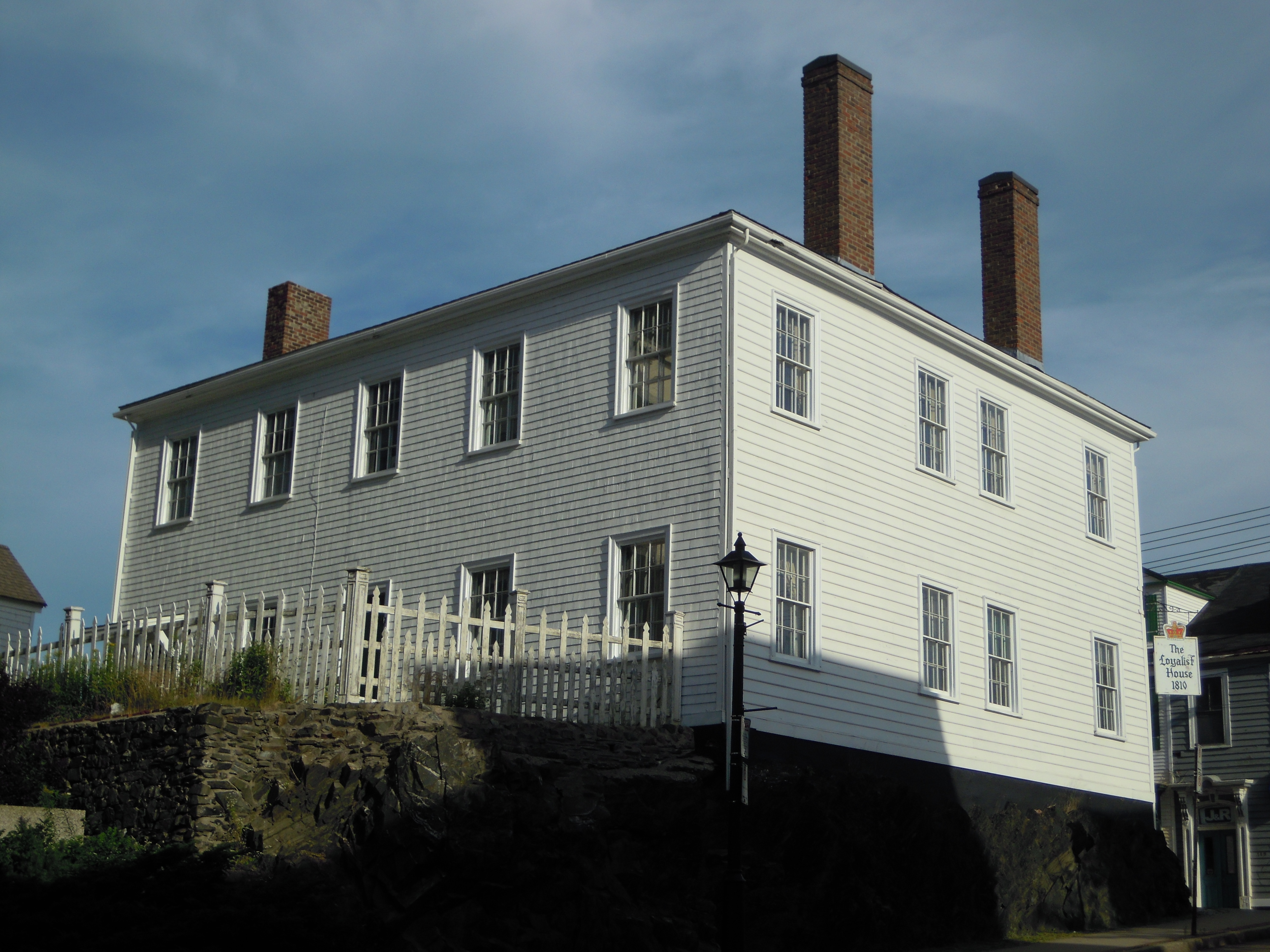
Loyalist House à Saint-Jean, construite en 1817.

- Fondation par les loyalistes du village de New Maryland.
- 2 février : Thomas Carleton est le premier lieutenant-gouverneur du Nouveau-Brunswick à mourir en fonction.
- 1er juillet : George Stracey Smyth devient le nouveau lieutenant-gouverneur du Nouveau-Brunswick.

## Naissances
- 18 juin : Charles Burpee, député et sénateur.
- 1er octobre : John Campbell Allen, juge.

## Décès
- 2 février : Thomas Carleton, lieutenant-gouverneur du Nouveau-Brunswick.
- 21 août : Charles Dixon, député
- 23 novembre : James Glenie (en), homme d'affaires et politicien.